# Liste der Baudenkmale in Gyhum
In der Liste der Baudenkmale in Gyhum sind alle Baudenkmale der niedersächsischen Gemeinde Gyhum aufgelistet. Die Quelle der  Baudenkmale ist der Denkmalatlas Niedersachsen. Der Stand der Liste ist der 9. Oktober 2020.

## Allgemein
In den Spalten befinden sich folgende Informationen:
- Lage: die Adresse des Baudenkmales und die geographischen Koordinaten. Kartenansicht, um Koordinaten zu setzen. In der Kartenansicht sind Baudenkmale ohne Koordinaten mit einem roten Marker dargestellt und können in der Karte gesetzt werden. Baudenkmale ohne Bild sind mit einem blauen Marker gekennzeichnet, Baudenkmale mit Bild mit einem grünen Marker.
- Bezeichnung: Bezeichnung des Baudenkmales
- Beschreibung: die Beschreibung des Baudenkmales. Unter § 3 Abs. 2 NDSchG werden Einzeldenkmale und unter § 3 Abs. 3 NDSchG Gruppen baulicher Anlagen und deren Bestandteile ausgewiesen.
- ID: die Objekt-ID des Baudenkmales
- Bild: ein Bild des Baudenkmales, ggf. zusätzlich mit einem Link zu weiteren Fotos des Baudenkmals im Medienarchiv Wikimedia Commons. Wenn man auf das Kamerasymbol klickt, können Fotos zu Baudenkmalen aus dieser Liste hochgeladen werden:

## Bockel

### Einzelbaudenkmale
| Lage                                          | Bezeichnung | Beschreibung | ID       | Bild |
| --------------------------------------------- | ----------- | --- | -------- | ---- |
| Alte Dorfstraße 2 53° 12′ 18″ N, 9° 17′ 15″ O | Wohnhaus    | Fachwerkbau mit Backsteinausfachung, mit Krüppelwalmdach in Ziegeldeckung und Zwerchhaus, erbaut im frühen 19. Jahrhundert als Herrenhaus einer Gutsanlage. | 31018032 |      |

### Ehemaliges Baudenkmal
| Lage                                              | Bezeichnung | Beschreibung | ID       | Bild |
| ------------------------------------------------- | ----------- | --- | -------- | ---- |
| Bockeler Bundesstraße 53° 11′ 41″ N, 9° 17′ 14″ O | Brücke      | 1954 errichtete Stahlträgerbrücke der B 71 über die Bundesautobahn 1 (Anschlussstelle 49). Wegen der dreispurigen Erweiterung abgebrochen und 2009 aus dem Denkmalverzeichnis gestrichen. | 31018056 | BW   |

## Gyhum

### Gruppe: Kirchhof Gyhum
Die Gruppe „Kirchhof Gyhum“ besteht aus der Margarethenkirche, Glockenturm und Kirchhof und hat die ID 51910436.

| Lage                                      | Bezeichnung | Beschreibung | ID       | Bild           |
| ----------------------------------------- | ----------- | --- | -------- | -------------- |
| Bergstraße 26 53° 13′ 10″ N, 9° 18′ 43″ O | Kirche      | Feldsteinkirche, im westlichen Teil romanisch, 1793 als Saalkirche nach Osten verlängert.                                               | 31018143 | Weitere Bilder |
| Bergstraße 26 53° 13′ 11″ N, 9° 18′ 42″ O | Glockenturm | Der 1695 errichtete Fachwerkglockenturm ersetzte den eingestürzten Vorgängerturm. Der Turm ist gewestet und steht unter einem Zeltdach. | 51910404 |                |
| Bergstraße 26 53° 13′ 11″ N, 9° 18′ 41″ O | Kirchhof    | Die Grünfläche um Kirche und Turm bildet mit Grabsteinen, alten Baumbestand und Einfriedung den Friedhof.                               | 51910573 | BW             |

### Einzelbaudenkmale
| Lage                                       | Bezeichnung              | Beschreibung | ID       | Bild |
| ------------------------------------------ | ------------------------ | --- | -------- | ---- |
| Bergstraße 53° 13′ 9″ N, 9° 18′ 29″ O      | Friedhofsanlage          | Westlich von Gyhum liegt der in der zweiten Hälfte des 19. Jahrhunderts angelegte Friedhof, der durch ein rechtwinkliges Wegenetz erschlossen wird. Ein alter Baumbestand gibt dem Friedhof Struktur. Auf dem Friedhof findet sich das Erbbegräbnis der Freiherren von Marschalck und von Hammerstein. Im Nordosten des Friedhofs befindet sich eine Kriegsgräberstätte mit 151 Soldaten des Zweiten Weltkriegs. Weitere drei Denkmäler erinnern an die Gefallenen beider Weltkriege. | 31018120 | BW   |
| Bergstraße 30 53° 13′ 9″ N, 9° 18′ 51″ O   | Wohn-/Wirtschaftsgebäude | Häuslingshaus als kleines Zweiständer-Hallenhaus in Fachwerk mit Satteldach | 31018077 |      |
| Bahnhofstraße 5 53° 13′ 6″ N, 9° 18′ 48″ O | Scheune                  | Fachwerkbau von um 1820 mit Steinausfachungen, am nordöstlichen Giebel mit Lehmstake sowie ziegelgedecktem Satteldach | 31018097 |      |

### Ehemaliges Baudenkmal
| Lage                                       | Bezeichnung              | Beschreibung | ID       | Bild |
| ------------------------------------------ | ------------------------ | --- | -------- | ---- |
| Königsallee 12 53° 13′ 19″ N, 9° 18′ 28″ O | Wohn-/Wirtschaftsgebäude | Ende des 19. Jahrhunderts wurde das Backsteingebäude als Hauptgebäude eines Siedlerhofes errichtet. Ab 1997 wurde das Gebäude widerrechtlich umgestaltet und 2007 aus dem Denkmalverzeichnis gestrichen. | 31018168 | BW   |

## Hesedorf

### Gruppe: Hofanlage, Dorfstraße 57
Die Gruppe „Hofanlage, Dorfstraße 57“ hat die ID 31019263.

| Lage                                      | Bezeichnung              | Beschreibung                                                                               | ID       | Bild           |
| ----------------------------------------- | ------------------------ | ------------------------------------------------------------------------------------------ | -------- | -------------- |
| Dorfstraße 57 53° 11′ 49″ N, 9° 20′ 58″ O | Wohn-/Wirtschaftsgebäude | Zweiständer-Hallenhaus von 1880 in Fachwerk mit Krüppelwalmdach, Wohnteil um 1920 erneuert | 31018213 | Weitere Bilder |
| Dorfstraße 57 53° 11′ 49″ N, 9° 20′ 57″ O | Kornscheune              | Scheune von 1925 in Fachwerk mit Satteldach und Vordach an der Traufseite                  | 31018232 | Weitere Bilder |
| Dorfstraße 57 53° 11′ 49″ N, 9° 20′ 56″ O | Stall                    | Stall von 1917 in Fachwerk mit ziegelgedecktem Satteldach und zwei Quereinfahrten          | 31018253 | Weitere Bilder |

### Einzelbaudenkmale
| Lage                                      | Bezeichnung              | Beschreibung                                                                                       | ID       | Bild |
| ----------------------------------------- | ------------------------ | -------------------------------------------------------------------------------------------------- | -------- | ---- |
| Schulstraße 53° 12′ 12″ N, 9° 20′ 39″ O   | Backhaus                 | Fachwerkbau von um 1810 mit Stein- und Lehmausfachungen, 1945 verlängert, 1999 umgesetzt           | 31018361 |      |
| Weidenweg 11 53° 12′ 16″ N, 9° 20′ 39″ O  | Wohnhaus                 | Häuslingshaus von um 1845 als Zweiständer-Hallenhaus in Fachwerk mit reetgedecktem Krüppelwalmdach | 31018298 |      |
| Dorfstraße 53 53° 11′ 53″ N, 9° 20′ 54″ O | Wohn-/Wirtschaftsgebäude | Zweiständer-Hallenhaus aus dem 19. Jahrhundert in Gitterfachwerk mit Krüppelwalmdach               | 31018189 |      |
| Im Moor 2 53° 11′ 3″ N, 9° 21′ 15″ O      | Wohn-/Wirtschaftsgebäude | Zweiständer-Hallenhaus von um 1850 in Fachwerk mit ziegelgedecktem Satteldach                      | 31018274 |      |

## Nartum

### Einzelbaudenkmal
| Lage                                             | Bezeichnung              | Beschreibung | ID       | Bild |
| ------------------------------------------------ | ------------------------ | --- | -------- | ---- |
| Mulmshorner Straße 11 53° 12′ 0″ N, 9° 14′ 48″ O | Wohn-/Wirtschaftsgebäude | Das Zweiständer-Hallenhaus mit Backsteinausfachungen unter einem Satteldach und einem Halbwalm am Wirtschaftsgiebel wurde ursprünglich 1881 in Hesedorf errichtet. Das Gebäude wurde 1980 nach Nartum transloziert und erhielt eine Reetdeckung. | 50078168 | BW   |

## Wehldorf

### Ehemaliges Baudenkmal
| Lage                                        | Bezeichnung              | Beschreibung | ID       | Bild |
| ------------------------------------------- | ------------------------ | --- | -------- | ---- |
| Blöckenstraße 8 53° 14′ 11″ N, 9° 16′ 57″ O | Wohn-/Wirtschaftsgebäude | Das Zweiständer-Hallenhaus wurde unter einem Reetdach im ausgehenden 19. Jahrhundert errichtet. 2013 wurde das Gebäude abgebrochen und aus dem Denkmalverzeichnis gestrichen. | 31018318 | BW   |